# Portzbach
Der Portzbach ist ein gut acht Kilometer langer Wasserlauf im südpfälzischen Wasgau (Rheinland-Pfalz) und ein linker Zufluss der Lauter, die hier, an ihrem Oberlauf, noch Wieslauter genannt wird.

## Name
Der Bach wird 1348 als Pfortzbach erstmals schriftlich genannt. Der Name könnte nach einer römerzeitlichen Siedlung namens Portus mit der Bedeutung „Furt, Fährstelle, Hafen“ benannt worden sein.

## Geographie

### Verlauf
Der Portzbach entspringt  auf einer Höhe von 277 m ü. NHN  im Wasgau im Annweiler Wald am Nordosthang des Eichenbühl  (320,2 m ü. NHN) in den Lochwiesen. Er läuft zunächst in südlicher Richtung durch eine Waldwiese im Gewann Am Steinwoog östlich am Eichenbühl vorbei und unterquert dann die Landesstraße 493. Sein Weg führt nun entlang eine Waldschneise durch die Waldgewanne Am Bühlwoog und Am Pfaffenhof an den dort befindlichen Wochenendhäusern vorbei. Bei den Bethofwiesen fließt ihm, nachdem er die B 427 unterquert hat, auf seiner linken Seite der von Osten kommende Hirschbach zu.
Der Portzbach lässt die Ortschaft Lauterschwan links liegen, wendet sich nun nach Südwesten, fließt durch die Feuchtaue der Frauenwoogwiesen und bildet nordwestlich vom Kuhnenkopf den Frauenwoog. Circa vierhundert Meter bachabwärts wird er zu einer zweiten namenlosen Woog angestaut und durchfließt kurz darauf den Seehofweiher. Er läuft nun östlich am Mückenköpfel (304,6 m ü. NHN) vorbei und wird dann nördlich der Forstwiese auf seiner linken Seite erst von der Jungfernwollust und knapp einen Kilometer später vom Finsterbächel gespeist.
Südlich vom Hundstälchen wird er wiederum auf seiner linken Seite noch vom Glasbach verstärkt. Der Portzbach zwängt sich nun zwischen der Dörrhalde auf der rechten und dem  Rolleneck auf der linken Seite, kreuzt noch die Landesstraße 478 und mündet schließlich auf einer Höhe von 181 m ü. NHN südöstlich von Niederschlettenbach direkt gegenüber dem Teilberg (378,3 m ü. NHN) von links in  die Wieslauter.

### Zuflüsse
- Hirschbach (links), 1,3 km
- Jungfernwollust (links), 1,1 km
- Finsterbächel (links), 1,0 km
- Glasbach(links), 1,3 km

## Wanderwege
Vom Seehofweiher bis Lauterschwan orientiert sich der Fernwanderweg Pirmasens–Belfort am Verlauf des Portzbach, ebenso der Prädikatswanderweg Pfälzer Waldpfad, der dem Flusslauf vom Seehofweiher bis kurz vor der Mündung in die Lauter folgt.

## Kultur
Im Portzbachtal befindet sich außerdem der Ritterstein Nummer 17.